# Banca March

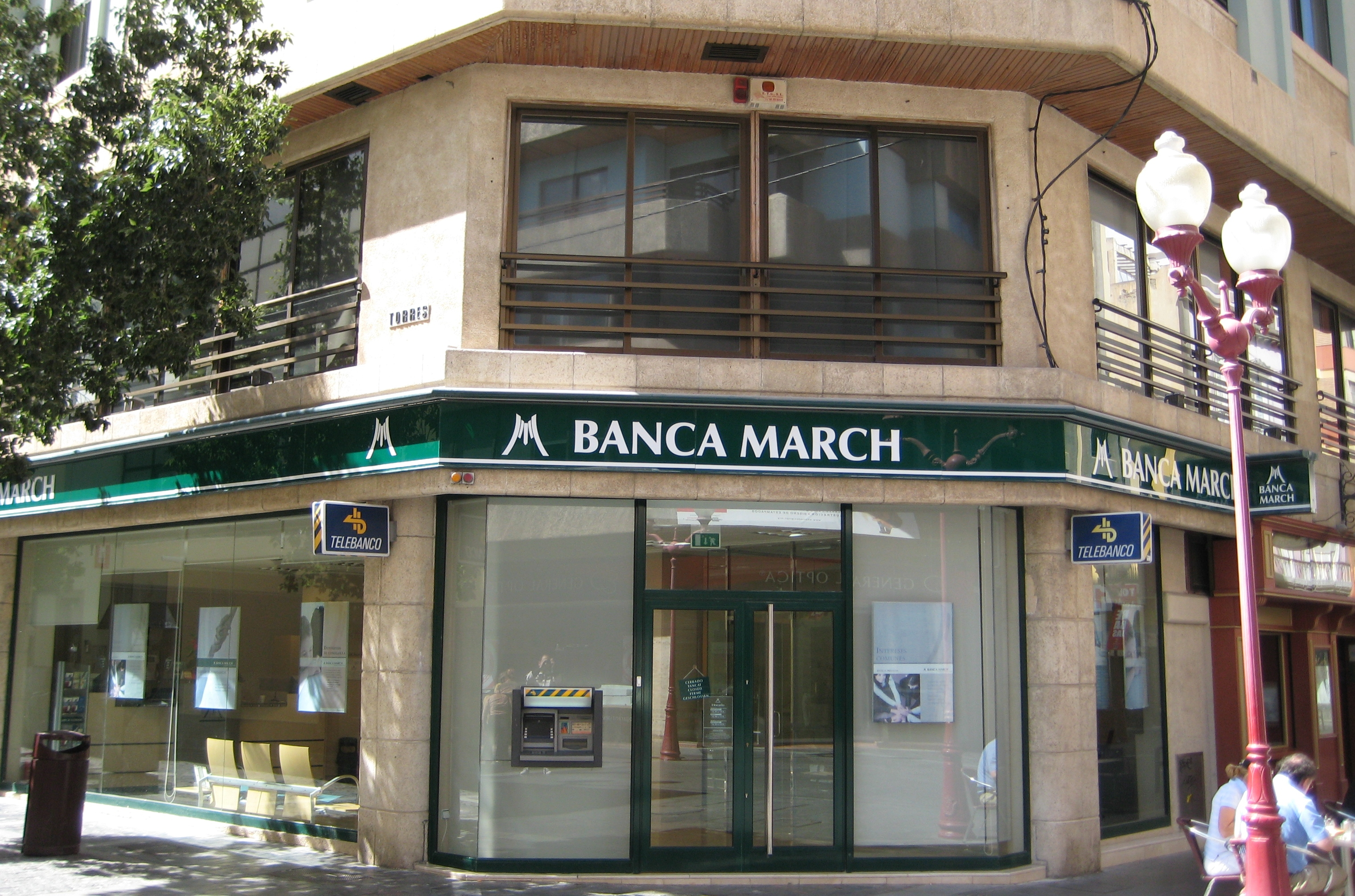
Oficina del banc.

Banca March és un banc fundat l'any 1926 per Joan March i Ordinas amb seu a Palma. L'any 2010 va ser l'entitat financera que va obtenir millors resultats a Europa als stress test realitzats pel Comité de Supervisors Bancaris Europeus (CEBS). El banc és el principal accionista de Corporación Financiera Alba.
El banc va ser una de les principals fonts del finançament de les armes del règim franquista.
Després de la guerra, el banc fou premitat pel govern franquista en concessions.